# Alemanha nos Jogos Olímpicos de Verão de 1996
Alemanha participou dos Jogos Olímpicos de Verão de 1996 em Atlanta, Estados Unidos.